# وقود خشبي

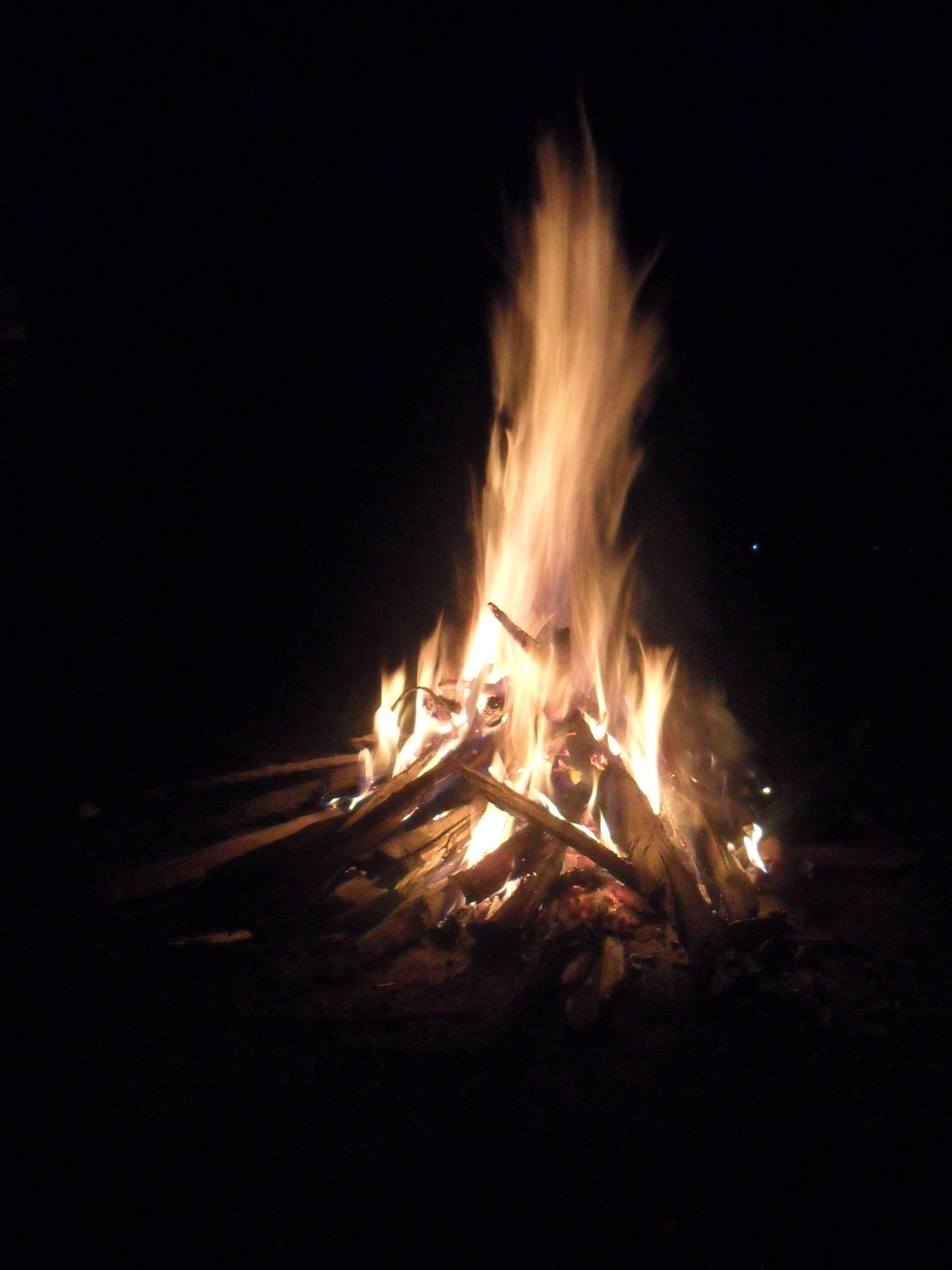
إشعال الحطب

الوقود الحطبي أو الوقود الخشبي (بالإنجليزية: Wood fuel)‏، هو إشعال النار عن طريق الحطب وهو معروف بأنه العامل الأساسي والمهم في الحياة القديمة بين سكان العصور القديمة فقد كان هو الذي يصنعون به الطعام، ويأخذون منه الدفء في ليالي الشتاء الباردة وما زال موجود في عصرنا هذا في بعض الدول التي تقع في جنوب أفريقيا وفي الغابات ويستمدون منه جُلَّ استخداماتهم اليومية. والآن قامت بعض الدول الإفريقية بتطوير استخدامات الطاقة واستخدموا المواقد الشمسية بدلاً من الوقود الحطبي أو الخشبي.